# A Pair of Kings
A Pair of Kings é um filme mudo de curta-metragem norte-americano de 1922, do gênero comédia, dirigido por Larry Semon e Norman Taurog — estrelado por Oliver Hardy.

## Elenco
- Larry Semon - King August/Estrangeiro
- Lucille Carlisle - Princesa Lucille
- Oliver Hardy - (como Babe Hardy)
- William Hauber - papel pequeno (não creditado)
- Joe Rock - papel pequeno (não creditado)